# Наушахро-Ферозе
Наушахро-Ферозе (англ. Naushahro Feroze, урду نوشہرو فیروز‎, синдхи نوشهرو فیروز) — город в пакистанской провинции Синд, административный центр одноимённого округа.

## География
Город находится в центральной части Синда, на расстоянии приблизительно 230 километров к северо-северо-востоку (NNE) от Карачи, административного центра провинции.
Абсолютная высота — 38 метров над уровнем моря.

## Демография
По данным переписи 1998 года, население составляло 14 691 человек.
Динамика численности населения города по годам:
| 1998   | 2012   |
| ------ | ------ |
| 14 691 | 17 519 |